# Tupin-et-Semons
Tupin-et-Semons é uma comuna francesa na região administrativa de Auvérnia-Ródano-Alpes, no departamento de Ródano. Estende-se por uma área de 8,26 km². Em 2010 a comuna tinha 627 habitantes (densidade: 75,9 hab./km²).